# 璇璣穴
璇璣穴（せんきけつ）は、任脈第21番目の経穴である。武道・武術では脃骨穴のこと。

## 部位
正中線上で、胸骨最上端の陥凹部にある天突穴を取り、そこから骨度法で下に一寸の所である。

## 名前の由来
璇と璣は{王+旋}、{王+幾}を一字で書いたもので、それぞれ北斗七星の1番目と2番目の星の意味である。伝統中国医学では、肺は胸の最上部にある、8弁のコスモスを伏せたような形の天蓋のような臓器と考えていた。この経穴は肺臓の中央に通じるとされるので、天空のほぼ中央を回転しながら地上を睥睨する北斗七星に見立てたものとされている。

## 効能
せきや喘息など、呼吸器の病気に効果があるとされているが、あまり用いられていない。